# Aspidimorpha chlorotica
Aspidimorpha chlorotica es un coleóptero de la familia Chrysomelidae.
Fue descrita científicamente por primera vez en 1808 por Olivier.